# 妙覚寺 (札幌市)
妙覚寺（みょうかくじ）は、北海道札幌市中央区円山西町にある日蓮宗の寺院。旧本山は市川市の大本山正中山法華経寺、小西法縁。師子相承の祖師像を祀る。

## 歴史
中山妙宗寺院として昭和26年（1951年）函館市に開設された願満鬼子母神教会が起源。
昭和29年（1954年）現在地に移転し妙覚寺として開創した。
昭和47年（1972年）中山妙宗の日蓮宗復帰により日蓮宗寺院となる。　

## 寺宝
以下の曼荼羅本尊を所蔵する。
- 本通院日允（中山法華経寺35世）
- 智学院日啓（中山法華経寺53世、京都妙顕寺25世、京都頂妙寺19世を歴任）
- 玄収院日賢（中山法華経寺再往83世）
- 勝心院日亮（中山法華経寺95世）
- 順正院日輝（中山法華経寺97世、堺妙国寺29世を歴任）
- 本良院日因（中山法華経寺112世、池上本門寺67世を歴任）
- 真行院日綱（中山法華経寺126世）
- 尊賀院日廷（京都妙覚寺26世）
- 行学院日朝（身延山久遠寺11世）
- 善学院日鏡（身延山久遠寺14世）
- 一円院日脱（身延山久遠寺31世）
- 六牙院日潮（身延山久遠寺36世）
- 円通院日輪（身延山久遠寺40世）
- 耐慈院日辰（身延山久遠寺42世）

## 参考資料
- 日蓮宗寺院大鑑編集委員会『宗祖第七百遠忌記念出版 日蓮宗寺院大鑑』大本山池上本門寺 (1981年)

## 関連資料
- 日蓮宗新聞 2015年11月27日

## 公式サイト
- 公式ウェブサイト（日本語）